# Sphaerotherium nigrum
Sphaerotherium nigrum är en mångfotingart som beskrevs av Butler 1872. Sphaerotherium nigrum ingår i släktet Sphaerotherium och familjen Sphaerotheriidae. Inga underarter finns listade i Catalogue of Life.